# Àrea marina del Nord de Menorca
Àrea marina del Nord de Menorca este o arie protejată (sit de importanță comunitară — SCI) din Spania întinsă pe o suprafață de 5.095,95 ha, integral marine.

## Localizare
Centrul sitului Àrea marina del Nord de Menorca este situat la coordonatele 40°04′36″N 4°02′28″E / 40.0766°N 4.0411°E.

## Înființare
Situl Àrea marina del Nord de Menorca a fost declarat sit de importanță comunitară în iulie 2000 pentru a proteja 1 specie de animale.

## Biodiversitate
Situată în ecoregiunile marină mediteraneană și mediteraneană, aria protejată conține 9 habitate naturale: Straturi cu Posidonia (Posidonion oceanicae), Lande oro-mediteraneene cu formațiuni endemice de grozamă, Tufărișuri halofile mediteraneene și termo-atlantice (Sarcocornetea fruticosi), Dune mobile de-a lungul țărmului cu Ammophila arenaria („dune albe”), Dune mobile cu vegetație embrionară, Golfuri mici largi și golfuri puțin adânci, Stepe sărăturate mediteraneene (Limonietalia), Pășuni mediteraneene udate de apa mării (Juncetalia maritimi), Faleze cu vegetație de Limonium spp. endemic de pe coastele mediteraneene.
La baza desemnării sitului se află o specie protejată de  mamifere: delfin mare (Tursiops truncatus).